# Ducado de Beja
El título de Duque de Beja fue creado por el rey Alfonso V de Portugal en 1453 a favor de su hermano el infante Fernando, condestable de Portugal. Posteriormente Fernando heredaría también el ducado de Viseo de su tío, el Infante Enrique, convirtiéndose en el segundo duque. Su hijo, Manuel 4.º duque de Beja, fue rey de Portugal después de la muerte sin herederos de Juan II.
A partir de ahí el título fue incorporado a la corona, quedándose reservado al segundo hijo varón del monarca, cuando lo hubiera. Con la institución de la Casa del Infantado en 1654, se quedó como uno de los títulos subsidiarios de la misma. A partir de Pedro IV y la extinción de la Casa del Infantado, el título se mantuvo, pero perdió su posición a favor del título de duque de Oporto, pasando el ducado de Beja a ser atribuido al tercer varón del monarca. Seis de los titulares del ducado de Beja acabaron por heredar el trono (uno de ellos como consorte regio).

## Duques de Beja
1. Fernando de Portugal
2. Juan de Beja
3. Diego de Beja
4. Manuel I de Portugal
5. Luis de Avís
6. Pedro II de Portugal
7. Francisco de Braganza
8. Pedro III de Portugal
9. Juan VI de Portugal
10. Miguel I de Portugal
11. Juan de Braganza
12. Manuel II de Portugal

- Datos: Q2348569